# Arcuri Overthrow
Arcuri Overthrow es una banda venezolana de Metal experimental que se formó en la ciudad de Valencia, Venezuela, en el año 2002 originalmente con el nombre de Black Rainbow. Es la primera banda de Metal en Venezuela, solo con bajo y batería. 

## Historia

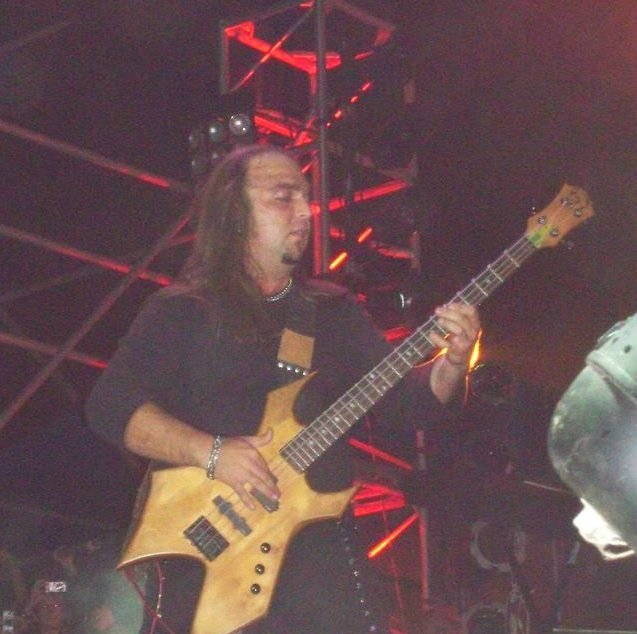
Felipe Arcuri

Sus integrantes son los hermanos Arcuri: Felipe (bajista de Arkangel) y Vicente (baterista de Gillman), quienes en 2002, fundan un proyecto experimental, originalmente llamado Black Rainbow, primera banda de Metal en Venezuela, solo con bajo y batería, sustituyendo las guitarras con el bajo, y agregando secuencias electrónicas ejecutadas bajo ambiente MIDI.
Ese mismo año, tuvieron una única presentación en el marco del Festival Nuevas Bandas, captando la atención y los aplausos del público presente, pero el proyecto se mantuvo en pausa, debido a los múltiples compromisos de los hermanos Arcuri con sus otras ocupaciones. Mientras tanto, se mantuvieron acumulando experiencia, ensayando y creando temas. 

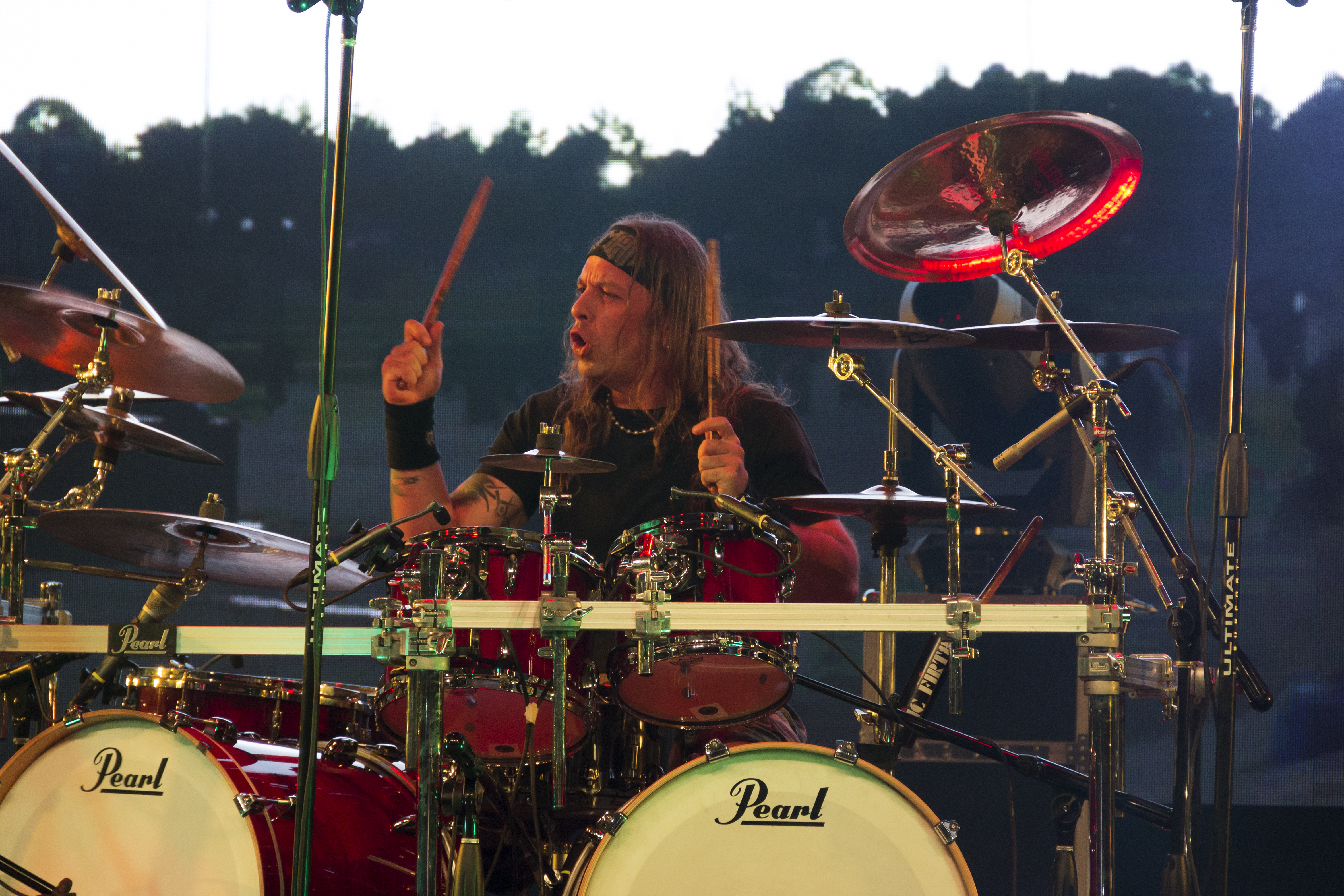
Vicente Arcuri

En el 2011, el proyecto denominado inicialmente Black Rainbow, evoluciona y pasa a llamarse Arcuri Overthrow, y lanzaron varios sencillos, compilados en un EP denominado "Inicio", y que contó con la participación de varias figuras del rock latinoamericano como invitados, entre ellos, el cantante Elkin Ramírez de Kraken, y el tecladista Hugo Bistolfi de Rata Blanca. Además también colaboraron: Andrew Vincze (vocalista venezolano de la banda de metal progresivo húngaro/venezolana Progness), y el ensamble de cuerdas Akashiaft.

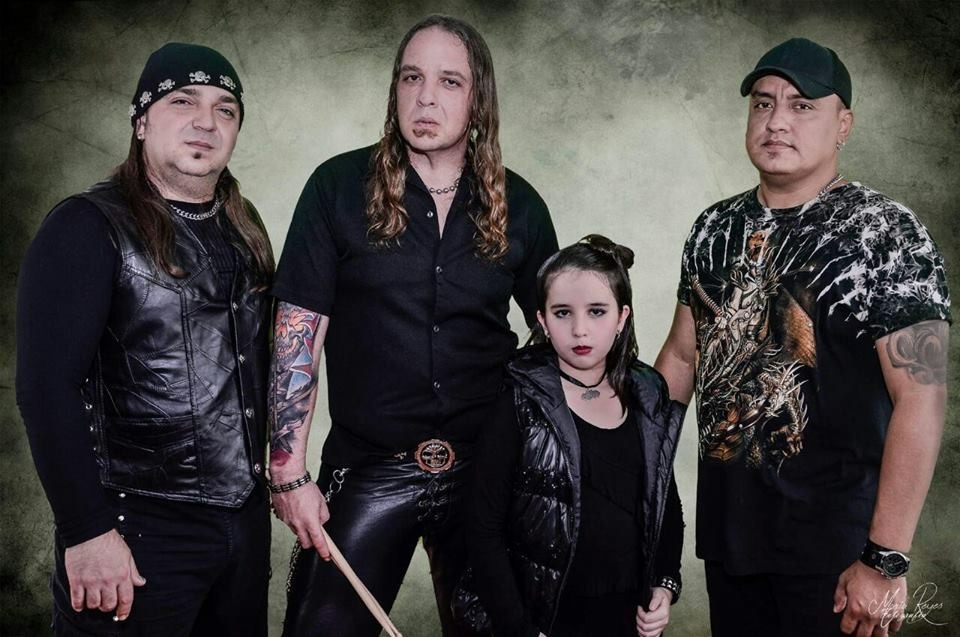
Arcuri Overthrow: de izquierda a derecha, Felipe, Vicente, y Fiorella Arcuri, y Luis Loyo.

2016, trae como nuevos integrantes de la agrupación a: la 'Princesa del Rock Nacional' de Venezuela, la niña Fiorella Arcuri, hija de Vicente, y sobrina de Felipe, en las voces; y de Luis Loyo, en el bajo. Rubén Hernández y Luis Loyo se desempeñan como productores musicales, junto a los hermanos Arcuri, quienes a su vez, son los productores ejecutivos de la banda.
En 2017, la banda se encuentra grabando su primer larga duración, que cuenta con la participación de varios invitados del ámbito roquero latinoamericano.

## Miembros
- Felipe Arcuri - Bajo y voces
- Vicente Arcuri - Batería y arreglos
- Fiorella Arcuri - Voces
- Luis Loyo - Bajo y voces

## Discografía

### EP
- Inicio (2011)